# Jean-Victor Allard
Pour les articles homonymes, voir Allard.
Jean Victor Allard (12 juin 1913 à Saine-Monique de Nicolet - 23 avril 1996 à Trois-Rivières) est un militaire canadien. Il fut le premier Canadien français à devenir chef d'état-major de la défense, la plus haute position des Forces armées canadiennes, à partir de 1966. Il occupait d'ailleurs ce poste lors de l'unification des Forces armées canadiennes en 1968. Il fut également le premier Canadien français à atteindre le grade de général.

## Biographie
Avant de commencer sa carrière militaire, Allard a été, en 1930, le premier président de l'orchestre de la troupe de théâtre Les Compagnons de Notre-Dame de Trois-Rivières, maintenant connue sous le nom du Théâtre des Nouveaux Compagnons.
Allard commence sa carrière militaire au régiment de Trois-Rivières. Il passe ensuite à l'infanterie au royal 22e régiment lors de la Seconde Guerre mondiale dans la campagne en Italie. Il termine cette guerre au grade de brigadier-général.
Il devient attaché militaire dans la ville de Moscou entre 1945 et 1948.
Il commande ensuite la 25e brigade d'infanterie canadienne pendant la guerre de Corée, suivi d'une division britannique dans l'OTAN.
En 1966, il devient le premier Canadien français à devenir le chef d'état-major de la défense des Forces canadiennes au moment où avait lieu l'unification des trois armées, l'Armée canadienne, l'Aviation royale du Canada et la Marine royale canadienne, sous un seul commandement. Il joua d'ailleurs un rôle important dans l’institutionnalisation du bilinguisme au sein des Forces canadiennes.

## Honneurs
- 1966 - médaille Gloire de l'Escolle
- 1968 -  Compagnon de l'Ordre du Canada
- 1992 - grand officier de l'ordre national du Québec

## Hommages
- Édifice Général-Jean-Victor-Allard (en), collège militaire royal de Saint-Jean
- Manège militaire Général-Jean-Victor-Allard
- Une rue à Trois-Rivières, rue Jean-Victor-Allard
- La rue du Général-Allard dans l'arrondissement Sainte-Foy, Sillery, Cap-Rouge à Québec

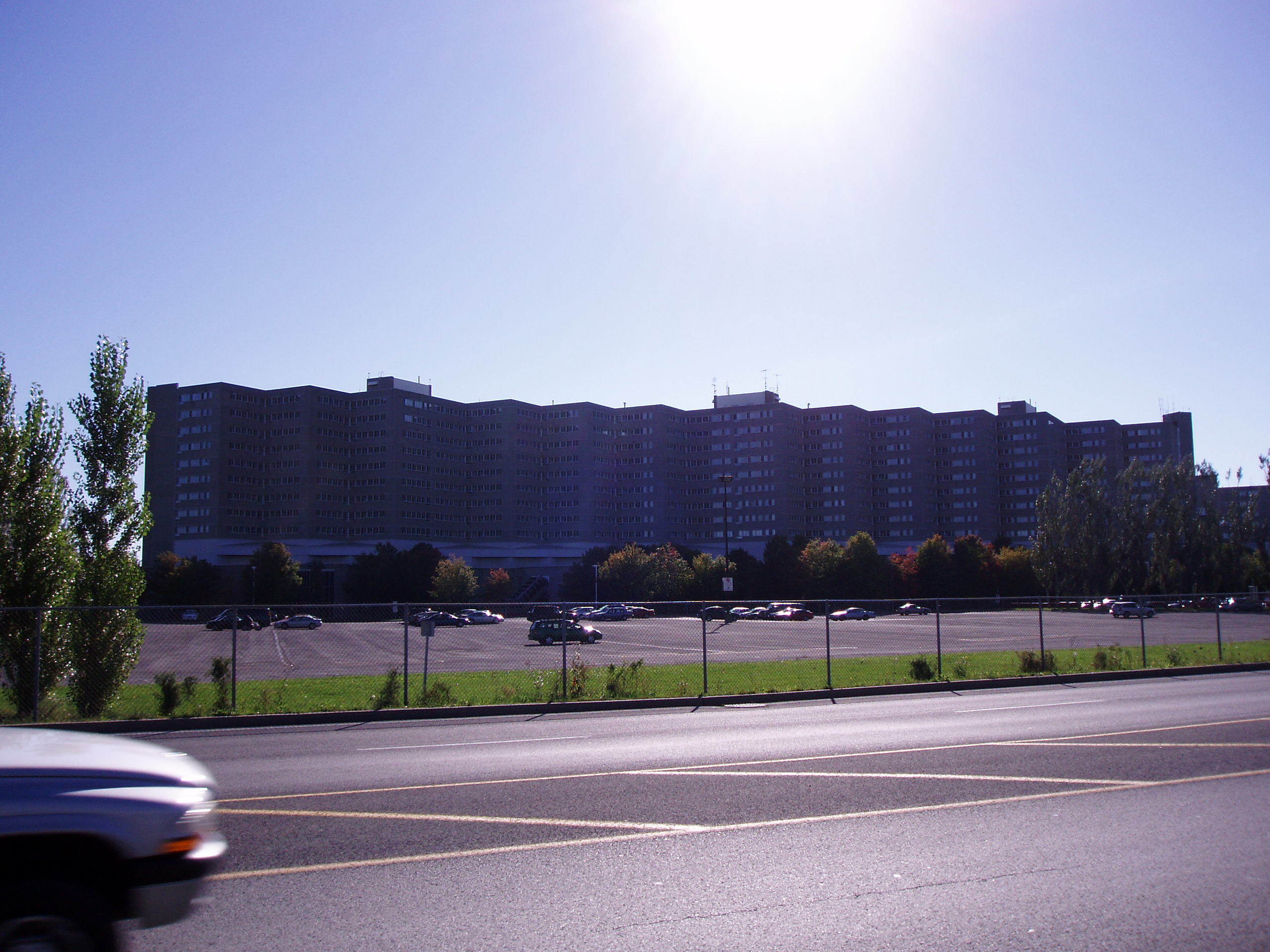
Édifice Général-Jean-Victor-Allard (en), Saint-Jean-sur-Richelieu.
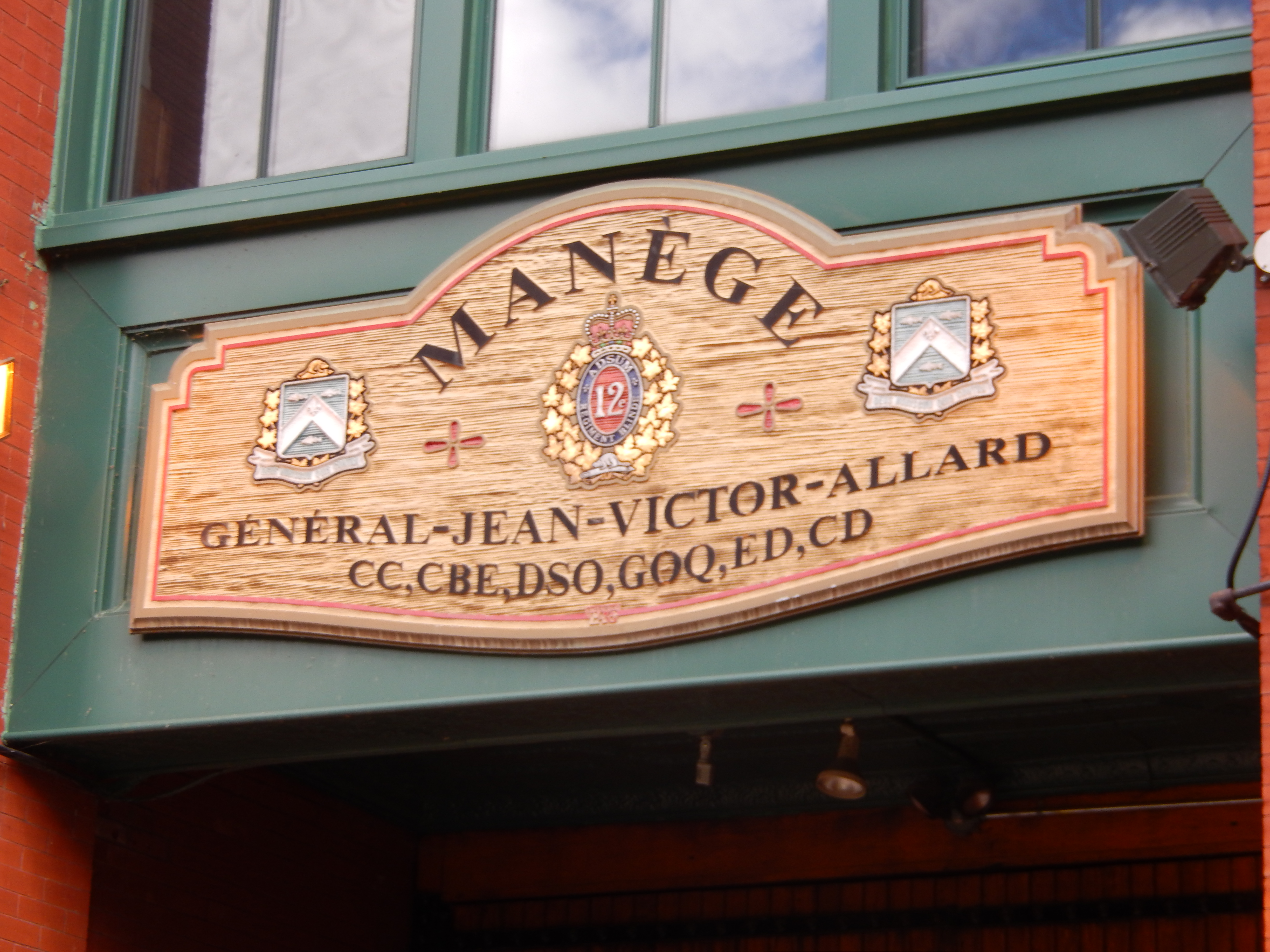
Manège militaire Général-Jean-Victor-Allard, Trois-Rivières.